# لژنگتسه
لژنگتسه (به لاتین: Leżenice) یک روستا در لهستان است که در گمینا گووواچوو واقع شده‌است. لژنگتسه ۲۲۰ نفر جمعیت دارد.